# Lucio Elio César
Lucio Elio César (en latín, Lucius Aelius Caesar; 13 de enero de 101-1 de enero de 138), también llamado Lucio Elio Vero, fue un noble romano de la etapa altoimperial, adoptado por el emperador Adriano y designado como su sucesor, si bien nunca accedió al trono imperial.

## Biografía
Su nombre de nacimiento fue Lucio Ceyonio Cómodo. Su padre natural fue Lucio Ceyonio Cómodo, consul ordinarius en 106 y su abuelo fue Lucio Ceyonio Cómodo, consul ordinarius en 78, Sus antepasados paternos eran de Etruria, y eran de rango consular. Su madre era una mujer romana parcialmente desconocida llamada Ignota Plaucia. La Historia Augusta afirma que su abuelo materno y sus antepasados maternos eran de rango consular, Antes del 130, el joven Lucio Ceyonio Cómodo se casó con Avidia Plaucia, una noble romana muy bien relacionada que era hija del senador Gayo Avidio Nigrino.
Durante mucho tiempo, el emperador Adriano había considerado a su cuñado Lucio Julio Urso Serviano como su sucesor no oficial. Sin embargo, hacia el final de su reinado, cambió de opinión. Aunque el emperador ciertamente pensó que su cuñado era capaz de gobernar como emperador después de la muerte de Adriano, Serviano, rondaba noventa años y, era claramente demasiado mayor para el puesto. La atención de Adriano se centró en el nieto de Serviano, Gneo Pedanio Fusco Salinator. Adriano promovió al joven Salinator, su sobrino nieto, le dio un estatus especial en su corte y lo preparó como su heredero. 
Sin embargo, a finales de 136, Adriano casi muere de una hemorragia. Convaleciente en su villa de Tivoli, decidió cambiar de opinión y eligió a Lucio Ceyonio Cómodo como su nuevo sucesor, adoptándolo como su hijo, por lo que cambió su nombre a Lucio Elio César, y nombrado su sucesor al trono, incluso hoy en día, el motivo del cambio repentino de Adriano aún no está claro, pero aun cuando Lucio no poseía experiencia militar alguna: sólo había servido como senador. Poseía importantes contactos políticos, si bien era de frágil salud. Sus gustos eran lujuriosos y extravagantes, y se dice que tuvo una vida bastante frívola; la elección de Adriano parece haber sido un error de juicio. Algunos eruditos han sugerido que en verdad Elio César pudo haber sido un hijo bastardo de Adriano, si bien no hay pruebas que terminen de confirmar esta idea.
No llegó a ser emperador, ya que murió poco antes que el propio Adriano. Después de su muerte, Adriano adoptó a Antonino Pío, con la condición de que éste adoptara a su vez al hijo de Elio, Lucio Vero, y al sobrino por parte de la esposa de Adriano, Marco Aurelio. Ambos fueron más tarde coemperadores, desde 161 hasta 169, momento de la muerte de Vero, tras lo cual Marco Aurelio quedó como único emperador hasta la asociación de su hijo Cómodo al poder en 177.
Por su parte, su hija Ceyonia Fabia contrajo matrimonio con Plaucio Quintilo, consul ordinarius en 159, bajo Antonino, padre adoptivo de su hermano